# تجنكلا عليا (مقاطعة تشالوس)
تجنكلا عليا (بالفارسية: تجنکلا علیا) هي قرية تقع في قسم كلارستاق الشرقي الريفي (مقاطعة تشالوس) في إيران. يقدر عدد سكانها بـ 1,102 نسمة .